# برغون
برغون هي قرية لبنانية من قرى قضاء الكورة في محافظة الشمال.
- المسافة من بيروت: 76 كلم
- الارتفاع عن سطح البحر: 150 م
- القرى المحاذية: فيع، انفه، زكرون، شكا، بدهوم